# Гридинская (Азлецкое сельское поселение)
Гридинская — деревня в Харовском районе Вологодской области на реке Сохта.
Входит в состав Азлецкого сельского поселения, с точки зрения административно-территориального деления — в Азлецкий сельсовет.
Расстояние по автодороге до районного центра Харовска — 64 км, до центра муниципального образования Поповки — 10 км. Ближайшие населённые пункты — Вахруниха, Лобаниха, Алферовская.
По переписи 2002 года население — 3 человека.